# لكمة خليفة (مناخة)

تعديل مصدري - تعديل

لكمة خليفة هي إحدى قرى عزلة المغارب بمديرية مناخة التابعة لمحافظة صنعاء، بلغ تعداد سكانها 320 نسمة حسب تعداد اليمن لعام 2004.